# Aeroportul John Greif II
Aeroportul John Greif II (IATA: SPR, ICAO: MZSP) este un aeroport din San Pedro Town⁠(d), Ambergris Caye⁠(d), Belize District⁠(d), Belize ce deservește zona San Pedro Town⁠(d).
Situat la o altitudine de 1 m, aeroportul dispune de o singură pistă.